# Landwehr
La Landwehr (termine di lingua tedesca traducibile come "difesa territoriale") è una istituzione militare propria dei paesi che hanno poi formato l'Impero Tedesco, della Svizzera e del disciolto Impero austro-ungarico.

## Impero austro-ungarico
Nell'Impero austro-ungarico la permanenza era di due anni e vi erano ammessi gli uomini provenienti dalla riserva di reclutamento, ma ricevevano anche un contingente annuo, rappresentato dagli esuberi all'aliquota incorporata nell'esercito attivo. Comprendeva quindi dei vecchi soldati reclutati dal contingente annuo che dovevano fare due anni di ferma.
Ognuno delle due parti della Duplice Monarchia aveva il proprio esercito territoriale. La Cisleitania aveva la Kaiserlich-Königliche Landwehr. Nella Transleitania (Ungheria e Croazia) veniva arruolato il Magyar királyi honvédség (Difesa territoriale reale ungherese) e Hrvatsko kraljevsko domobranstvo (Difesa territoriale reale croata). Il Landwehr austro-ungarico insieme all'esercito regolare (Gemeinsame Armee) formavano le Forze armate dell'Impero austro-ungarico.
La Landwehr aveva solo unità di fanteria, cavalleria e dal 1906 reparti d'artiglieria. Non disponeva invece di truppe tecniche.

## Regno di Prussia
Nel Regno di Prussia venne ufficialmente costituita la prima volta con legge del 1813, come conseguenza del servizio militare obbligatorio e comprendeva due bandi:
- primo: uomini dai trenta ai trentacinque anni;
- secondo: uomini dai trentasei ai trentanove anni.

Successivamente questi ultimi facevano il passaggio nella Landsturm. La Landwehr, i cui quadri erano formati principalmente da membri della borghesia, non era una reale forza di combattimento ma veniva vista più che altro come un bilanciamento al peso della casta militare dei conservatori dell'esercito prussiano.
Con la riforma del 1860 ogni reggimento dell'esercito regolare aveva collegato un reggimento quadro della Landwehr, i cui ufficiali e sottufficiali provenivano dal reggimento regolare e con il quale formava una brigata. Allo scoppio della guerra del 1866 con l'Impero austriaco, la Landwehr contava 130.000 effettivi.
Attualmente la Landwehr è la forza di riserva dello Heer, e si appoggia anche alla Reservisten Kameradschaft, l'associazione dei militari tedeschi in congedo (simile all'UNUCI italiana), che conta al 2010 circa 123.000 iscritti dai 20 ai 40 anni.

## Stato Indipendente di Croazia
Hrvatsko domobranstvo (Guardia Interna Croata) faceva parte delle forze armate dello Stato Indipendente di Croazia che esistette durante la seconda guerra mondiale come Stato fantoccio di Italia e Germania.

## Svizzera
In Svizzera è la denominazione di una delle più grandi suddivisioni del contingente militare.
Propriamente rappresenta il complesso dei reparti di seconda linea dell'esercito di campagna. I cittadini svizzeri, cessando di appartenere alle forze regolari, passano nella Landwehr e vi permangono otto anni, per essere iscritti successivamente per altri otto nel Landsturm.
Durante la permanenza nella Landwehr i cittadini sono soggetti ad un richiamo per istruzione della durata di undici giorni all'anno. La landwehr esisteva anche presso gli eserciti degli ex Imperi centrali, prima della Grande Guerra.